# Helene Marie Fossesholm
Helene Marie Fossesholm (31 de mayo de 2001) es una deportista noruega que compite en esquí de fondo. Ganó una medalla de oro en el Campeonato Mundial de Esquí Nórdico de 2021, en la prueba por relevos.

## Palmarés internacional
| Campeonato Mundial | Campeonato Mundial    | Campeonato Mundial | Campeonato Mundial |
| Año                | Lugar                 | Medalla            | Prueba             |
| ------------------ | --------------------- | ------------------ | ------------------ |
| 2021               | Oberstdorf (Alemania) | Medalla de oro     | Relevo 4 × 5 km    |